# Free for All (album)
Free for All est un album de jazz d’Art Blakey and the Jazz Messengers paru sur le label Blue Note. Enregistré en février 1964, il ne sortit que l’année suivante. Son titre original était Free Fall.

## Autour de l'album
Le titre de The Core (le noyau, le cœur), morceau composé par Freddie Hubbard est un hommage au CORE (Congress of Racial Equality). Dans le livret de l'album, Nat Hentoff explique qu'« Hubbard exprime ainsi son admiration pour la persévérance et l’ingéniosité de cette organisation dans sa lutte pour une égalité totale et significative. Ils plongent au cœur des changements qui doivent se faire avant que la société s’ouvre réellement à tous. Plus que n’importe quelle autre organisation, CORE atteint les jeunes, et c’est là que le changement se fait ». Ce morceau doit son titre aussi au fait que Hubbard pensait que les musiciens « touchaient en partie au cœur du jazz ».

## Titres

### Édition vinyle originale
| No | Titre        | Auteur          | Durée |
| -- | ------------ | --------------- | ----- |
| 1. | Free for All | Wayne Shorter   | 11:04 |
| 2. | Hammer Head  | Wayne Shorter   | 7:47  |
| 3. | The Core     | Freddie Hubbard | 9:24  |
| 4. | Pensativa    | Clare Fisher    | 8:19  |

### Édition japonaise remasteurisée en 2014, Blue Note SHM-CD
| No | Titre                            | Auteur          | Durée |
| -- | -------------------------------- | --------------- | ----- |
| 1. | Free for All                     | Wayne Shorter   | 11:04 |
| 2. | Hammer Head                      | Wayne Shorter   | 7:47  |
| 3. | The Core                         | Freddie Hubbard | 9:24  |
| 4. | Pensativa                        | Clare Fisher    | 8:19  |
| 5. | Free for All (prise alternative) | Wayne Shorter   | 8:26  |

## Musiciens
- Art Blakey – batterie
- Freddie Hubbard – trompette
- Curtis Fuller – trombone
- Wayne Shorter – saxophone tenor
- Cedar Walton – piano
- Reggie Workman – contrebasse